# ذهن جدید امپراتور
ذهن جدید امپراتور: در مورد رایانه‌ها، ذهن‌ها و قوانین فیزیک (به انگلیسی: The Emperor's New Mind: Concerning Computers, Minds and The Laws of Physics) کتابی است که توسط فیزیک‌دان ریاضی راجر پنروز، در سال ۱۹۸۹ منتشر شد.
پنروز در این کتاب استدلال می‌کند که آگاهی انسان غیرالگوریتمی است، بنابراین نمی‌تواند توسط یک ماشین تورینگ معمولی که شامل یک کامپیوتر دیجیتالی است، مدل شود. پنروز فرض می‌کند که مکانیک کوانتومی نقش اساسی در درک آگاهی انسان ایفا می‌کند. فروریزش تابع موج کوانتومی نقش مهمی در عملکرد مغز ایفا می‌کند.
بیش‌تر کتاب صرف بررسی مجموعه‌ای از موضوعات مرتبط مانند فیزیک کلاسیک نیوتنی، نسبیت خاص و عام، فلسفه و محدودیت‌های ریاضیات، فیزیک کوانتومی، کیهان‌شناسی فیزیکی و ماهیت زمان شده‌است. پنروز به‌طور متناوب توضیح می‌دهد که چگونه هر یک از این مباحث بر موضوع در حال توسعه خود تأثیر می‌گذارد: این که آگاهی «الگوریتمی» نیست.

## بررسی اجمالی
پنروز بیان می‌کند که ایده‌های او در مورد ماهیت آگاهی، حدس و گمان است و تز او توسط متخصصان علوم کامپیوتر و رباتیک اشتباه تلقی می‌شود.
ذهن جدید امپراتور به ادعاهای هوش مصنوعی با استفاده از فیزیک محاسبات حمله می‌کند: پنروز خاطرنشان می‌کند که خانه فعلی محاسبات بیش‌تر در دنیای ملموس مکانیک کلاسیک قرار دارد تا در قلمرو غیرقابل تصور مکانیک کوانتومی. کامپیوتر مدرن یک سیستم است که در اکثر موارد به سادگی الگوریتم‌ها را اجرا می‌کند. پنروز نشان می‌دهد که با پیکربندی مجدد مرزهای یک میز بیلیارد، می‌توان رایانه‌ای ساخت که در آن توپ‌های بیلیارد به‌عنوان حامل پیام عمل می‌کنند و تعاملات آن‌ها به‌عنوان تصمیم‌های منطقی عمل می‌کند. کامپیوتر توپ بیلیارد چند سال پیش برای اولین بار توسط ادوارد فردکین و توماسو تافولی از مؤسسه فناوری ماساچوست طراحی شد.

## بازخورد
پس از انتشار کتاب، پنروز شروع به هم‌کاری با استوارت همروف در یک شبیه‌سازی بیولوژیکی کرد و به محاسبات کوانتومی شامل میکروتوبول‌ها پرداخت، که پایه و اساس کتاب بعدی او، سایه‌های ذهن: جستجوی علم گم‌شده آگاهی شد.
پنروز در سال ۱۹۹۰ برای ذهن جدید امپراتور برنده جایزه کتاب علمی اونتیس شد.
طبق مقاله‌ای در مجله فیزیک آمریکا، پنروز به اشتباه ادعا می‌کند که مانعی دور از یک ذره موضعی می‌تواند بر ذره تأثیر بگذارد.